# John Daley
John Lawrence Daley (ur. 26 sierpnia 1909 w Newton, zm. 7 lutego 1963 w El Paso) – amerykański bokser wagi koguciej. W 1928 roku na letnich igrzyskach olimpijskich w Amsterdamie zdobył srebrny medal.